# نایتسن (کالیفرنیا)
نایتسن (به انگلیسی: Knightsen) یک منطقهٔ مسکونی در ایالات متحده آمریکا است که در شهرستان کنترا کوستا، کالیفرنیا واقع شده‌است. نایتسن ۲۱٫۸۹۹ کیلومتر مربع مساحت و ۱٬۵۶۸ نفر جمعیت دارد و ۹٫۱۴ متر بالاتر از سطح دریا واقع شده‌است.